# Roberto Visentini
Roberto Visentini (ur. 2 czerwca 1957 w Gardone Riviera) – włoski kolarz szosowy, startujący wśród zawodowców w latach 1978–1990. Zwycięzca Giro d’Italia (1986).

## Najważniejsze zwycięstwa
- 1980 - dwa etapy w Vuelta a España
- 1981 - Giro del Trentino
- 1983 - etap w Giro d’Italia, Tirreno-Adriático
- 1984 - etap w Giro d’Italia
- 1986 - etap i klasyfikacja generalna Giro d’Italia
- 1987 - dwa etapy w Giro d’Italia, Giro del Trentino
- 1988 - Milano-Vignola